# Pedro II de Montenegro
Pedro II Petrović-Njegoš (em sérvio: Петар II Петровић Његош; romaniz.: Petar II Petrović-Njegoš; Njeguši, 13 de novembro de 1813 – Cetinje, 31 de outubro de 1851), também conhecido simplesmente como Njegoš, foi o Príncipe-bispo de Montenegro de 1830 até sua morte em 1851. Foi também expoente poeta e filósofo cujas obras são amplamente consideradas algumas das mais importantes da literatura montenegrina e sérvia.
Nascido na aldeia de Njeguši, perto da então capital de Montenegro, Cetinje, era filho de e Tomislav Petrović-Njegoš e sua esposa Ivana Proroković. Foi educado em vários mosteiros sérvios e tornou-se o líder espiritual e político do país após a morte do seu tio Pedro I. Depois de eliminar toda a oposição interna inicial ao seu governo, concentrou-se na união dos clãs de Montenegro e no estabelecimento de um Estado centralizado. Ele introduziu a tributação regular, formou uma guarda pessoal e implementou uma série de novas leis para substituir aquelas elaboradas por seu antecessor muitos anos antes. As suas políticas fiscais revelaram-se extremamente impopulares entre os clãs de Montenegro e foram a causa de várias revoltas durante a sua vida.

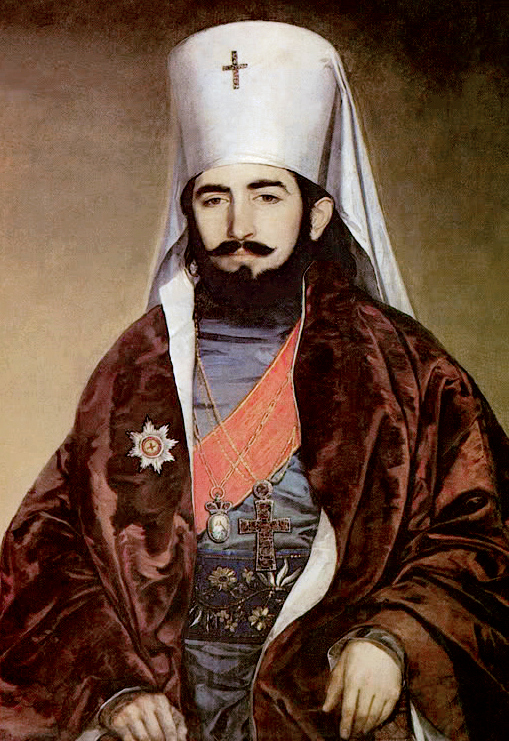
Pedro II em trajes eclesiásticos

O reinado de Pedro também foi definido pela constante luta política e militar contra o Império Otomano e pelas suas tentativas de expandir o território de Montenegro ao mesmo tempo que ganhava o reconhecimento incondicional da Sublime Porta. Ele foi um defensor da união e libertação do povo sérvios, disposto a ceder os seus direitos principescos em troca de uma união com a Sérvia e do seu reconhecimento como o líder religioso de todos os sérvios (semelhante a um patriarca moderno da Igreja Ortodoxa Sérvia). Embora a unificação entre os dois estados não tenha ocorrido durante a sua vida, ele lançou algumas das bases do iugoslavismo e introduziu conceitos políticos modernos em Montenegro. Venerado como poeta e filósofo, ele é bem conhecido por seu poema épico Gorski vijenac (A coroa da montanha), que é considerado uma obra-prima da literatura sérvia e de outras literaturas eslavas do sul, e a epopeia da Sérvia, Montenegro e Iugoslávia. Ele permaneceu influente na Sérvia e Montenegro, bem como nos países vizinhos.

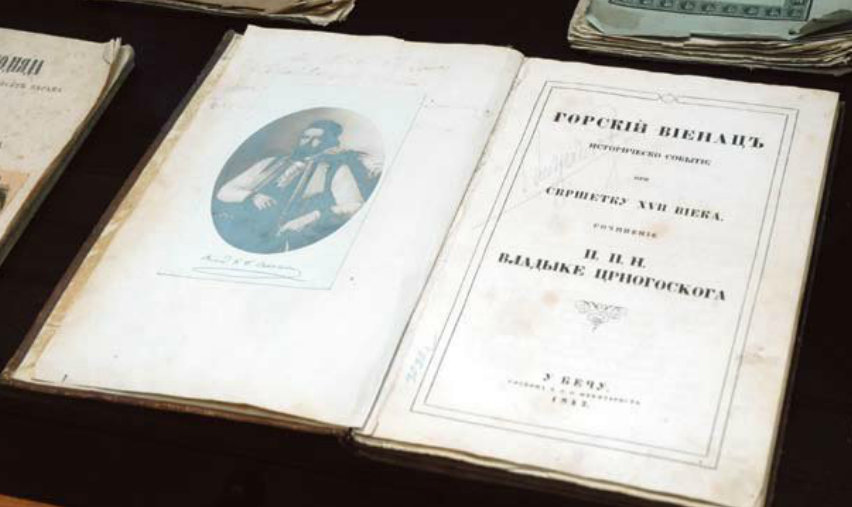
Uma cópia da primeira edição de Gorski vijenac (A coroa da montanha), 1847